# Preston Lacy
Preston Lacy (ur. 14 sierpnia 1969 w Carthage w stanie Missouri) – kaskader, aktor, scenarzysta, producent, odtwórca roli w filmie Jackass, emitowanej w komercyjnej telewizji MTV.